# Liste der Monuments historiques in Froidefontaine
Die Liste der Monuments historiques in Froidefontaine führt die Monuments historiques in der französischen Gemeinde Froidefontaine auf.

## Liste der Bauwerke
| Bezeichnung      | Beschreibung              | Standort | Kennzeichnung | Schutzstatus | Datum     | Bild           |
| ---------------- | ------------------------- | -------- | ------------- | ------------ | --------- | -------------- |
| Kirche St-Pierre | Erbaut im 12. Jahrhundert | (Lage)   | PA00101150    | Inscrit      | 1926 2019 | weitere Bilder |

## Liste der Objekte
| Bezeichnung                | Beschreibung          | Standort                       | Kennzeichnung | Schutzstatus | Datum | Bild |
| -------------------------- | --------------------- | ------------------------------ | ------------- | ------------ | ----- | ---- |
| Grabplatte für Hans Ouglin | Sandstein, 1527       | in der Kirche St-Pierre (Lage) | PM90000046    | Classé       | 1931  |      |
| Glocke                     | Bronze, 1682 gegossen | in der Kirche St-Pierre (Lage) | PM90000047    | Classé       | 1942  |      |